# 조선총독부박물관
조선총독부박물관(朝鮮總督府博物館)은 조선총독부가 경복궁 안에 설치했던 박물관이다. 동쪽 건춘문을 들어서면 보이는 자선당 ,비현각 위치였다.
1915년 경복궁 안에서 개최한 산업 박람회인 조선물산공진회(朝鮮物産共進會)가 그 시초이다. 이는 일제의 식민지 지배 5년동안 조선이 발전했음을 과시하기 위한 전시였다.
이후 박람회를 위해 지었던 건물을 박물관으로 개관하였다. 이 건물은 당시 조선에서 유일한 내화 건물이었다.
광복 이후에는 전시관 등으로 쓰였으며 1988년 11월에는 '전통공예관'이란 이름의 전시관으로 사용되었다. 1990년대에 경복궁 복원사업으로 철거가 추진되었으며, 1998년에 최종 철거되었다. 당시의 부속건물위 일부가 경복궁 관리소로 사용중이다.

## 같이 보기
- 조선총독부 미술관